# Centúripes

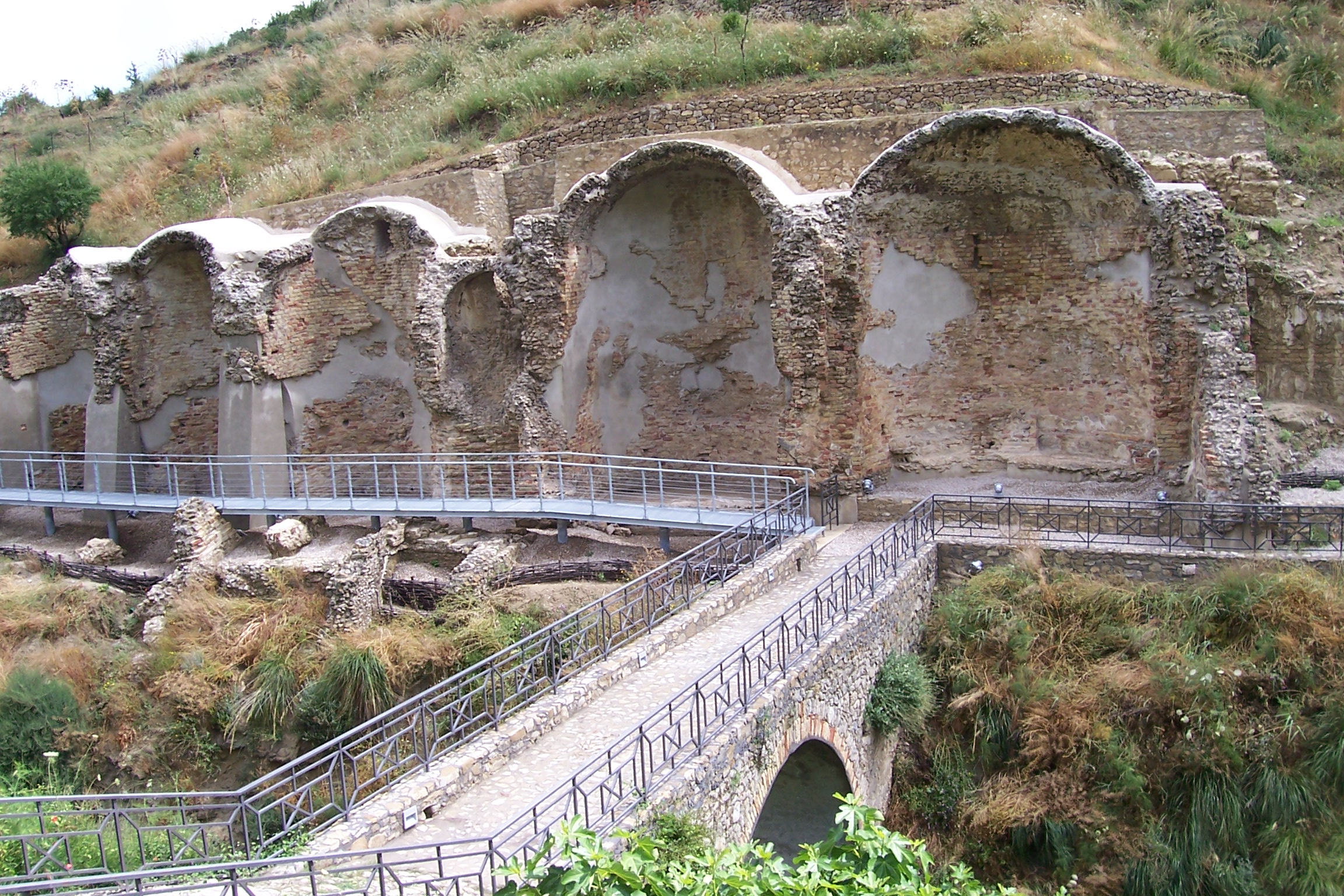
Restes de les termes romanes.

Centúripes (del llatí Centurĭpae) o Centòripa (del grec Κεντόρῐπα) va ser una ciutat de l'interior de Sicília, situada al sud-oest de l'Etna i a uns 40 km al nord-oest de Catània, segons Estrabó, Claudi Ptolemeu i l'Itinerari d'Antoní. Correspon a la vila de Centorbi o Centuripe.
Tucídides diu que era una de les ciutats més importants dels sículs. L'any 414 aC l'expedició atenenca que va dur a terme el Setge de Siracusa la va atacar i va obligar la ciutat a signar una aliança amb Atenes. L'any 396 aC, Dionís el Vell de Siracusa va fer aliança amb el dèspota de Centòripa, anomenat Damó.
En temps de Timoleont, era governada pel tirà Nicodem, que va ser enderrocat pel general corinti i la ciutat va recuperar la llibertat l'any 339 aC. Més tard va passar a poder d'Agàtocles que hi va posar una guarnició. Durant la guerra d'Agàtocles contra Cartago la ciutat es va independitzar i va mantenir la independència.
A la Primera Guerra Púnica, Centòripa era aliada de Hieró de Siracusa al que van ajudar contra els mamertins, i a canvi va rebre una part del territori d'Amèselon, destruïda abans per Hieró. Aquesta aliança va portar a la guerra contra Roma (aliada dels mamertins) i els cònsols Mani Octacili Cras i Mani Valeri Màxim Corví Messal·la van assetjar la ciutat. Durant el setge, moltes ciutats de l'illa es van sotmetre a Roma, però no se sap si Centòripa va seguir els seus passos immediatament. Més tard apareix ja sota domini romà i en bons termes amb els romans.
En temps de Ciceró era una de les cinc ciutats de l'illa que tenia el privilegi de la llibertat i la immunitat de taxes, i va es va convertir en una de les ciutats principals de l'illa amb més de deu mil habitants. Una part del territori d'Etna i de Leontins va passar a Centúripes, i també altres territoris més llunyans, que els centuripins dedicaven a l'agricultura i a la producció de blat. Plini el Vell diu que tenien una excel·lent producció de safrà. Els habitants van patir les exaccions de Verres i els atacs de Sext Pompeu. Els serveis contra Sext Pompeu els va recompensar August, que va restaurar la ciutat i li va donar la ciutadania llatina.
Durant l'Imperi la ciutat va decaure. Va existir fins al segle xiii quan va ser destruïda per l'emperador Frederic II.
Avui existeix al lloc la ciutat de Centorbi i les ruïnes de la ciutat romana (les muralles, una cisterna, termes i alguns edificis) són properes. De l'època grega s'han trobat alguns objectes i tombes.
A la ciutat hi va néixer el metge Apuleu Cels.